# 2011 HM102
2011 HM102 è il nono asteroide troiano di Nettuno scoperto. Fu osservato per la prima volta il 29 aprile 2011, durante il programma di osservazione degli oggetti della Fascia di Kuiper nell'ambito della missione dalla sonda spaziale New Horizons, durante il suo viaggio verso Plutone, utilizzando i dati riportati dell'Osservatorio di Las Campanas, in Cile e del Telescopio Subaru, in Giappone. Orbita attorno al Punto di Lagrange L5 di Nettuno, come gli asteroidi troiani 2004 KV18 e 2008 LC18. La sonda spaziale New Horizons è passata a 1.2 AU (circa 180 milioni di km) dall'asteroide alla fine del 2013.
Come tutti i troiani di Nettuno, 2011 HM102 è un asteroide poseidosecante, ovvero un asteroide che interseca l'orbita di Nettuno attorno al Sole, e un centauro, ovvero un asteroide che ha un'orbita compresa tra quella di Giove e quella di Nettuno.
L'oggetto presenta un'orbita caratterizzata da un semiasse maggiore pari a 30,05 UA e da un'eccentricità di 0,0785, inclinata di 29,42° rispetto all'eclittica, il che fa di 2011 HM102 l'asteroide troiano di Nettuno più inclinato di tutti, al dicembre 2012.
Con una magnitudine assoluta di 8,1, 2011 HM102 è l'asteroide troiano in L5 più luminoso di tutto il Sistema Solare, al dicembre 2012.
Come tutti gli asteroidi troiani, 2011 HM102 libra attorno ad un Punto di Lagrange, in questo caso il punto L5 del sistema Sole-Nettuno, posizionato, nell'orbita del pianeta, dietro il pianeta stesso, approssimativamente nell'intersezione dell'orbita con la retta che ha come origine il centro di massa del sistema ed inclinata di 60° rispetto alla retta congiungente Nettuno col Sole.
Oltre agli asteroidi troiani di Nettuno, sono noti asteroidi troiani di Giove, di Marte e della Terra.